# Россетти, Рето
Ре́то Ма́рио Россе́тти  (англ. Reto Mario Rossetti;  11 апреля 1909 — 20 сентября 1994, Госпорт) — эсперантский поэт и прозаик, один из виднейших представителей английской школы в поэзии на эсперанто.

## Биография
Родился в 1909 году. Как и его старший брат, эсперантский прозаик Чезаро Россетти, был шотландцем италошвейцарского происхождения.
Эсперантист с 1928 года. Профессиональную карьеру начал как учитель; позднее — профессор Бристольского университета, декан факультета искусств. По словам Бальдура Рагнарссона, «Рето Россетти — один из тех людей, кто посвятил свою жизнь эсперанто и десятилетиями вносил свой вклад в литературу и культуру международного языка».

## Литературное творчество
Точкой отсчёта, начиная с которого можно говорить об английской школе как об одной из основных школ в эсперантской поэзии, стал 1952 год, когда вышел в свет сборник «Четверо» (Kvaropo) У. Олда, Дж. Динвуди, Дж. Фрэнсиса и Р. Россетти. Помимо данной книги, перу Р. Россетти принадлежат сборник стихотворений «Острый карандаш» (Pinta krajono) (1959) и сборник рассказов «Из рукава» (El la maniko) (1955), сборник эссе «Искусство и природа» (Arto kaj naturo) (1989), многие публикации в эсперантской периодике (в журналах Norda Prismo, Nica literatura revuo и др.).
Техника версификации, используемая Рето Россетти и другими представителями английской школы, характеризуется ритмическим совершенством и чётким следованием силлабо-тонической системе стихосложения, наиболее приемлемой для эсперанто в силу особенностей его акцентологии. Здесь отсутствуют свойственные поэтам будапештской школы (К. Калочай, Л. Таркони) диссонансные рифмы, лишние слоги в зияниях, перебивки ударения. При этом Р. Россетти — в отличие от других адептов английской школы — часто прибегает к регулярному чередованию мужских и женских рифм, а его стремительный, ритмически разнообразный стих стоит в данной школе особняком.
Один из излюбленных стихотворных размеров поэта — четырёхстопный хорей (в системе тактометрической ритмологии А. П. Квятковского — четырёхкратный четырёхдольник 3-й), достигающий у Р. Россетти высокой гибкости и выразительности. Примером может служить начало стихотворения «Шолем-тряпичник» (Ŝolem, la ĉifonisto) из сборника «Острый карандаш», в котором каждая строфа состоит из четверостишия и двустишия (приведено вместе с прозаическим переводом Б. В. Токарева):
| El kabano ĉe la vojo Vivis Ŝolem, ĉifonisto. Ege premis lin malĝojo Pro la plagoj de l’ ekzisto. Dum li veis kaj malbenis, La rabeno pretervenis. | В хижине у дороги жил Шолем, тряпичник. Сильно давила его печаль из-за напастей существования. Когда он стенал и проклинал, мимо шёл раввин. |

Тем же размером написано вошедшее во многие хрестоматии (по существу — программное) стиихотворение Р. Россетти «Сен-Готардский туннель» (La tunelo de S-ta Gotardo) из сборника «Четверо»; однако структурная организация стиха здесь — иная: две первые строфы состоят из четверостишия и двустишия, две последующие — из пары четверостиший каждая, последняя же строфа — одиночное четверостишие. В стихотворении прямой (как revolvera tubo ‘ствол револьвера’) железнодорожный Сен-Готардский туннель противопоставлен извилистой (как vosto anakonda ‘хвост анаконды’) наземной дороге через Сен-Готардский перевал. Размышляя над этим, лирический герой сравнивает разные народы, разделяемые различиями в традициях и языке, с отдельными долинами, разделёнными горами; однако la verva homspirito ‘воодушевлённый дух человека’ создал средства для преодоления барьеров — туннели и плановый язык эсперанто. Заканчивается стихотворение так:
| Esperanto en atako tranĉis tra la tradicio; ĝi per la potenca brako sin proponas al socio. Dum ĝi kuŝas sub okuloj, ĉu ne estas vera honto vidi tiom da blinduloj ŝviti sur la granda monto? | Эсперанто в атаке прорезал традицию; он мощной рукой предлагает себя обществу. Когда он — перед глазами, разве не подлинный стыд видеть, как столько слепцов потеют, взбираясь на высокую гору? |

Рето Россетти занимался также и переводами на эсперанто; в 1960 году он перевёл на эсперанто трагедию Уильяма Шекспира «Отелло», а в 1970 году был издан сборник его переводов стихотворений Роберта Бёрнса. Совместно с У. Олдом, Г. Варенгьеном, Дж. Динвуди, Дж. Фрэнсисом и др. он участвовал в составлении «Английской антологии» (Angla antologio) (1957).

## Публикации
- Auld W., Dinwoodie J. S., Francis J., Rossetti R. Kvaropo. — La Laguna: Stafeto, 1952. — 267 p.
- Rossetti R. El la maniko. — La Laguna: Stafeto, 1955. — 221 p.
- Rossetti R. Pinta krajono. — La Laguna: Stafeto, 1959. — 128 p.
- Rossetti R. Arto kaj Naturo: Eseoj. — Budapest: Hungara Esperanto-Asocio, 1989. — 126 p. — ISBN 963-571-312-6.